# Isle of Jura Single Malt

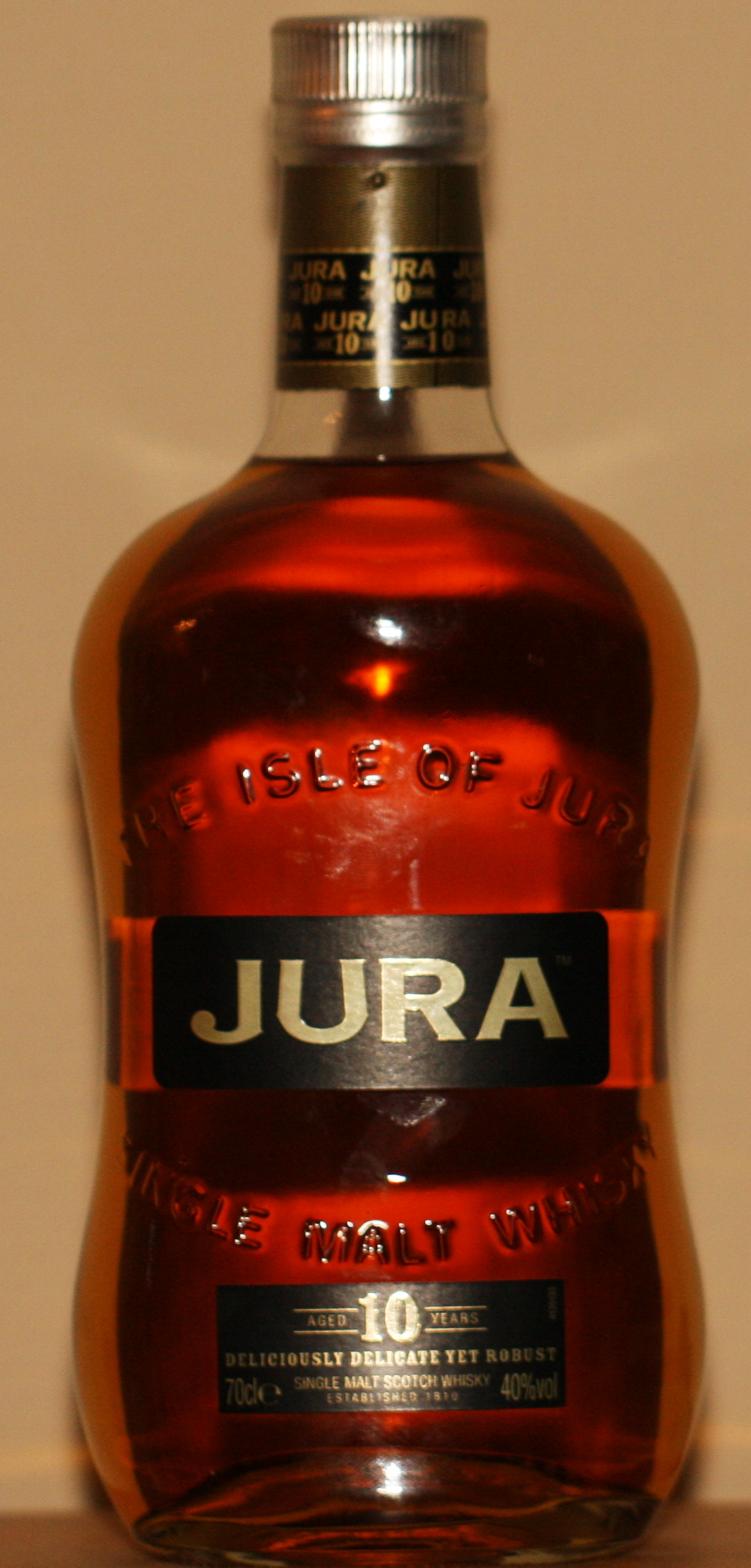
Jura 10 jaar oud

Isle of Jura Single Malt is een Schotse single malt whisky, die op het eiland Jura (bij Islay) wordt geproduceerd. 
Isle of Jura is een (voor een whisky uit die regio) opvallend milde en droge whisky, met een lichte turfsmaak, en een tintje Acaciahoning. De whisky is er in een 10, 16 en 21 jaar oude botteling. 
De eerste officiële distilleerderij op Jura stamt uit 1810, maar er wordt aangenomen dat er ook voor die tijd als werd gedistilleerd. Er zijn aanwijzingen dat er in 1502 al activiteiten op dit vlak waren. 